# Piptochaetium calvescens
Piptochaetium calvescens är en gräsart som beskrevs av Parodi. Piptochaetium calvescens ingår i släktet Piptochaetium och familjen gräs. Inga underarter finns listade i Catalogue of Life.